# 3848 Analucia
3848 Analucia је астероид главног астероидног појаса чија средња удаљеност од Сунца износи 2,453 астрономских јединица (АЈ).
Апсолутна магнитуда астероида је 13,2.